# Vakinankaratra
Vakinankaratra is een regio in centraal Madagaskar. De oppervlakte van de regio is 16.599 km² en de regio heeft 1.708.685 inwoners. De hoofdstad van de regio is Antsirabe. De regio is ingedeeld in zes districten Antsirabe I (het stadsdistrict), Antsirabe II (het omliggende platteland), Ambatolampy, Betafo, Antanifotsy en Faratsiho. Sinds de politieke crisis van 2009 is Paul Razanakolona de president van deze regio

## Geschiedenis
Het koninkrijk Vakinankaratra, dat aan de overkant van de Andrantsayrivier ligt, werd in de zeventiende eeuw door prins Andrianony gesticht. Hij kwam oorspronkelijk uit Alasora, een plaats ten zuiden van de huidige hoofdstad Antananarivo. De hoofdstad van het koninkrijk was Fivavahana dat tegenwoordig in de regio Betafo ligt.
De laatste koning van het koninkrijk Andrantsay was koning Andriamanalinarivo die aan het bewind was toen koning Andrianampoinimerina van het koninkrijk Imrina het gebied met de hulp van de jonge prins Radama I in het begin van de negentiende eeuw veroverde. Het gebied werd onder de nieuwe naam Vakinankaratra onderdeel van het koninkrijk Imerina. Tijdens de koloniale periode werd de hoofdstad verplaatst naar Antsirabe.

## Bevolking
Vakinankaratra is na Analamanga de meest bevolkte regio van Madagaskar en het is na Analamanga de dichtstbevolkte regio waar de hoofdstad en de grootste stad Antananarivo ligt. De regio heeft een bevolking van 1.589.800 inwoners en de bevolkingsdichtheid is 95,8 inwoners per km². De meeste inwoners horen tot de Merina-bevolkingsgroep

## Geografie
De regio Vakinankaratra is gelegen in de centrale hooglanden van Madagaskar. De oppervlakte is 16599 km2.waardoor het kleinste region van Madagaskar is. Het grenst in het noordwesten aan Bongolava, in het noorden aan Itasy, in het noordoosten aan Analamanga, in het oosten aan Mangoro en Atsinanana, in het zuiden aan Amoron'i Mania en in het westen aan Menabe.